# NGC 2792
NGC 2792 је планетарна маглина у сазвежђу Једра која се налази на NGC листи објеката дубоког неба.
Деклинација објекта је - 42° 25' 39" а ректасцензија 9h 12m 26,5s. Привидна величина (магнитуда) објекта NGC 2792 износи 11,6 а фотографска магнитуда 13,5. NGC 2792 је још познат и под ознакама PK 265+4.1, ESO 314-PN6, AM 0910-421, CS=13.8.